# Carabiniere (grado militare)
Il carabiniere è il primo grado del ruolo Appuntati e Carabinieri dell'Arma dei Carabinieri, subordinato al grado di carabiniere scelto.

## Reclutamento e formazione
I carabinieri sono reclutati tra i civili e i militari (VFP1 o VFP4 delle altre Forze Armate italiane in servizio o in congedo).
Prima di raggiungere il grado devono seguire un corso di formazione della durata di 6 mesi con il grado di allievo carabiniere.

### Selezione
La modalità di reclutamento utilizzata è il concorso pubblico.
Al concorso possono partecipare tutti i cittadini italiani dal 2016, quando anche i civili sono stati ammessi al concorso.

#### VFP1 e VFP4
Per i militari in servizio o in congedo sono previsti il limite di età fino ai 28 anni, ed è richiesto almeno il diploma di scuola media come titolo di studio.
Tra i vari requisiti, non devono essere stati espulsi dal servizio militare dalla Forza Armata, e devono avere tutte le qualità fisiche richieste.

#### Civili
L'obbligo di età è dai 17 ai 24 anni e possedere il diploma di maturità, non essere in stato di accusa, non avere precedenti penali o essere stati espulsi da Forze dell'Ordine o da Pubbliche Amministrazioni.

#### Fasi selettive
I candidati sono sottoposti a diverse prove:
- Prova scritta di preselezione, comprendente un quiz a 100 domande a risposta multipla su varie materie, tra le quali storia, geografia, matematica, logica, italiano e una lingua straniera a scelta.
- Prova di efficienza fisica, suddivisa in tre test obbligatori (corsa piana di 1000 metri, piegamenti sulle braccia e salto in alto di 120 cm) e due facoltativi (trazioni alla sbarra e salto in lungo)
- Accertamenti sanitari, comprendenti una visita medica generale e test psichiatrici
- Accertamenti attitudinali, comprendente un colloquio con uno psicologo civile o militare
- Valutazione dei titoli per incrementare il punteggio

### Addestramento
Per sei mesi presso una scuola allievi carabinieri gli aspiranti faranno una formazione che prevede studio base della legge e dei codici penale, di procedura penale e stradale, addestramento militare, tecniche di arresto, tiro al poligono e controlli ordinari, vita militare, conoscenza del comportamento e gerarchia.
Al termine del corso si conseguirà il grado come carabiniere con la cerimonia di giuramento di fedeltà allo Stato italiano, e si verrà assegnati ai comandi stazione dislocati su tutto il territorio nazionale.

## Uniforme

Controspallina da carabiniere
Fregio metallico, da cappello rigido, "fiamma sfuggente" a 13 punte, utilizzato dagli appartenenti al ruolo appuntati e carabinieri

## Corrispondenze
| Anni di servizio                                                          | Esercito Italiano                                                   | Marina Militare                                                          | Aeronautica Militare                                            | Carabinieri                         |
| ------------------------------------------------------------------------- | ------------------------------------------------------------------- | ------------------------------------------------------------------------ | --------------------------------------------------------------- | ----------------------------------- |
| Alla nomina                                                               | Graduato (Primo caporal maggiore)                                   | Sottocapo di terza classe                                                | Aviere capo                                                     | Carabiniere                         |
| Dopo 1 anno nel grado precedente (per i carabinieri dopo 4 anni e 6 mesi) | Graduato scelto (Caporal maggiore scelto)                           | Sottocapo di seconda classe                                              | Primo aviere scelto                                             | Carabiniere scelto                  |
| Dopo 5 anni nel grado precedente                                          | Graduato capo (Caporal maggiore capo)                               | Sottocapo di prima classe                                                | Primo aviere capo                                               | Appuntato                           |
| Dopo 4 anni nel grado precedente                                          | Primo graduato (Caporal maggiore capo scelto)                       | Sottocapo scelto (Sottocapo di prima classe scelto)                      | Primo graduato (Primo aviere capo scelto)                       | Appuntato scelto                    |
| Dopo 5 anni nel grado precedente                                          | Graduato aiutante (Caporal maggiore capo scelto qualifica speciale) | Sottocapo aiutante (Sottocapo di prima classe scelto qualifica speciale) | Graduato aiutante (Primo aviere capo scelto qualifica speciale) | Appuntato scelto qualifica speciale |